# Dominik Gspan
Dominik Gspan (16 de julio de 1987) es un deportista suizo que compitió en ciclismo de montaña en la disciplina de campo a través para cuatro. Ganó una medalla de bronce en el Campeonato Europeo de Ciclismo de Montaña de 2007.

## Palmarés internacional
| Campeonato Europeo | Campeonato Europeo | Campeonato Europeo | Campeonato Europeo    |
| Año                | Lugar              | Medalla            | Competición           |
| ------------------ | ------------------ | ------------------ | --------------------- |
| 2007               | Elatojori (Grecia) | Medalla de bronce  | Campo a través para 4 |